# Niccolò Albergati
Niccolò Albergati, O.Cart. (23 de fevereiro de 1373 - 9 de maio de 1443) foi um cardeal italiano. Atualmente, é venerado como um beato da Igreja Católica.

## Hagiografia
Pertencente à família bolonhesa de origem zolesa Albergati, em 1386 foi estudar na Universidade de Bolonha e em 1394 ele entrou na ordem dos Cartuxos recebendo as ordens sagradas em junho de 1404.
Em 1407 foi nomeado prior do mosteiro cartuxo de San Girolamo de Casara, em 1412 visitou os mosteiros de sua ordem na Itália. Ele apontou pelas suas doutrinas a favor da absoluta soberania do Papa.
Ele foi eleito bispo de Bolonha em 4 de janeiro de 1417 pelo Concílio dos Seicentos. Sua eleição foi confirmada pelo Capítulo dos Cânones da Catedral de Bolonha, o geral de sua ordem, e, finalmente, pelo Papa Martinho V. Em 1419, foi embaixador de Bolonha para a Santa Sé. Em 1420 ele teve que deixar sua casa entre o final de março e final de julho devido à rebelião fomentada por Anton Galeazzo Bentivoglio.
Em 1422, foi enviado para a França para pacificar os reis Carlos VII de França e Henrique V de Inglaterra.
Quatro anos mais tarde ele foi criado cardeal pelo Papa com o título de Santa Cruz de Jerusalém e manteve a diocese como Administrador Apostólico de Bolonha entre 1426 e 1440. Em 1427 ele executou com sucesso, em nome do papa, uma missão de paz entre a República de Veneza, o Ducado de Milão e da Liga consiste em Florença, o Ducado de Saboia, Mântua e Ferrara.
Ele participou, juntamente com o cardeal Hugo Lancelote de Lusignan, na negociação do Tratado de Arras entre o rei Carlos VII da França e Filipe le Bon, Duque de Bourgogne. Enviado pelo Papa Eugênio IV para presidir o Concílio de Basileia, ele não foi aceito pelos outros cardeais e foi para Florença e mais tarde, ele foi para Ferrara com o papa e presidiu a primeira sessão do Concílio de Ferrara em 8 de janeiro de 1438. Como os representantes dos gregos chegaram em março de 1438, o concílio foi transferido para Florença em fevereiro de 1439. Em 11 de setembro de 1438, foi nomeado núncio para a Dieta de Nuremberga, ele chegou à cidade em 16 de outubro, retornando em 17 de dezembro.
Faleceu em 9 de maio de 1443, de uma crise de pedra nos rins, no convento dos Agostinianos de Siena. Em 11 de maio, na presença do Papa Eugênio IV, teve lugar o funeral solene. Enterrado no mosteiro de Monte Acuto de Florença, sua praecordia foi depositada na capela dos agostinianos, ao lado do altar principal, um de seus barretes cardinalícios foi suspenso sobre ela, outro chapéu foi suspenso no teto da catedral de Siena. Suas notas biográficas foram publicadas em Roma em 1745.
Foi um grande estudioso em vários campos, e era um professor, levando juntamente com ele, homens eruditos, dois dos quais eram posteriormente papas também: Francesco Filelfo e Giovanni Tavelli e teve como secretários Tommaso Parentucelli, o futuro Papa Nicolau V, e Enea Silvio Piccolomini, posteriormente Papa Pio II.
Ele foi inscrito como um beato no martirológio dos Cartuxos e no de Bolonha. Em um decreto papal, Singulare divinæ providentiæ, de 25 de setembro de 1744, o Papa Bento XIV aprovou a sua veneração como um bem-aventurado e sua festa é celebrada em 9 de maio.

## Conclaves
- Conclave de 1431 - participou da eleição do Papa Eugênio IV